# Понте-алле-Грацие
Понте-алле-Грацие (итал. Ponte alle Grazie) — мост через реку Арно во Флоренции в Италии. Назван по имени Капеллы Мадонны делле Грацие (Милосердия).
Первоначальный мост был сооружен в 1227 году. Он был перестроен в 1345 году с девятью арками, таким образом став самым старым и длинным мостом во Флоренции. В 1347 году с целью расширения площади Моцци были добавлены ещё две арки. Эти конструкции были сооружены на мосту, как это можно увидеть на современном Понте Веккьо, но со временем от них отказались, и они были снесены в 1876 году, чтобы освободить место для железнодорожного пути.

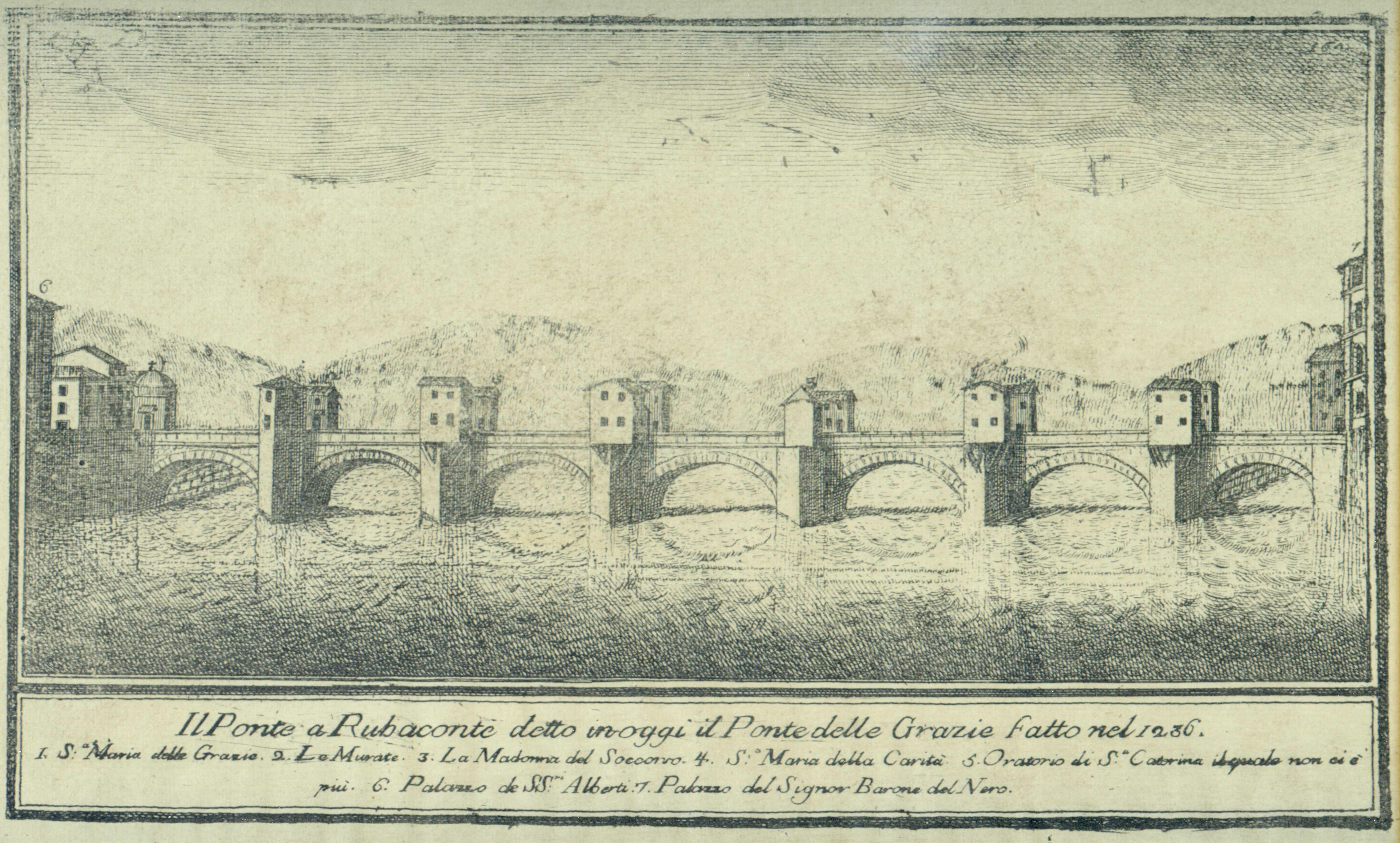
Мост в XVII веке.

 В августе 1944 года мост был взорван немецкими войсками, отступавшими перед надвигающимися силами союзников в ходе Второй мировой войны. Когда война закончилась, был проведён конкурс на лучший проект для нового моста. Победительницей стала работа группы архитекторов (Джованни Микелуччи, Эдуардо Саид, Риккардо Гицдолич и Данило Ноу и инженер Пьеро Мелуччи), представившая четыре небольших столба с тонкими арками между ними. Новый мост был закончен в 1953 году.
Новый мост гармонично сочетается с окружающим городским ландшафтом, несмотря на то, что по виду и по строительным материалам он не похож на своего предшественника.